# Hofteigsalda
Hofteigsalda är ett berg i republiken Island. Det ligger i regionen Austurland, 400 km öster om huvudstaden Reykjavík. Toppen på Hofteigsalda är 726 meter över havet.
Trakten runt Hofteigsalda är nära nog obefolkad, med mindre än två invånare per kvadratkilometer. Det finns inga samhällen i närheten. Trakten runt Hofteigsalda består i huvudsak av gräsmarker.